# Бекешчаба 1912
«Бекешчаба 1912 Елоре» (угор. Békéscsaba 1912 Előre) — професіональний угорський футбольний клуб з міста Бекешчаба. Клубні кольори — бузковий та білий.

## Хронологія назв
- 1912: Békéscsabai Előre Munkás Testedző Egyesület
- 1948: Békéscsabai Előre SC
- 1970: Békéscsabai Előre Spartacus SC
- 1991: Békéscsabai Előre FC,
- 2005: Békéscsaba 1912 Előre SE

## Історія
Клуб було засновано 22 жовтня 1912 року під назвою «Békéscsabai Előre Munkás Testedző Egyesület». Найбільшого успіху в своїй історії команда досягла у 1988 році, коли стала переможницею кубку Угорщини, перемігши у фіналі з рахунком 3:2 будапештський «Гонвед».
До завершення сезону 2004/05 років протягом 25 сезонів команда виступала у вищому дивізіоні чемпіонату Угорщини. У 2015 році вони знову повернулися дов вищого дивізіону. Проте у сезоні 2015/16 років команда посіла 12-те місце та вилетіла до другого дивізіону угорського чемпіонату.

## Досягнення
- Кубок Угорщини
  -  Володар (1): 1987/88

## Склад команди
Станом на 30 серпня 2016
| №  | Поз. | Нац.     | Гравець                     |
| -- | ---- | -------- | --------------------------- |
| 1  | ВР   | Угорщина | Алекс Грабіна               |
| 2  | ЗХ   | Бразилія | Фабіу Насіменту ді Олівейра |
| 4  | ЗХ   | Угорщина | Балаш Беньєї                |
| 6  | ПЗ   | Угорщина | Ботонд Бірталан             |
| 7  | НП   | Угорщина | Даніель Шалаї               |
| 8  | ЗХ   | Угорщина | Іштван Багі                 |
| 10 | ПЗ   | Угорщина | Іштван Спіцмюллер (капітан) |
| 12 | ВР   | Угорщина | Габор Мате                  |
| 13 | НП   | Угорщина | Петер Урбін                 |
| 14 | ПЗ   | Угорщина | Даніель Тот                 |
| 15 | ЗХ   | Угорщина | Жолт Фехер                  |

| №  | Поз. | Нац.     | Гравець             |
| -- | ---- | -------- | ------------------- |
| 17 | НП   | Угорщина | Патрик Граніч       |
| 18 | ПЗ   | Угорщина | Іштван Нагі         |
| 19 | ЗХ   | Угорщина | Аттіла Бештерчеї    |
| 21 | ЗХ   | Угорщина | Дюрге Юхаш          |
| 22 | НП   | Угорщина | Адаи Вічян          |
| 23 | ВР   | Угорщина | Ладіслав Рибанський |
| 27 | ПЗ   | Угорщина | Марко Пілан         |
| 28 | ЗХ   | Угорщина | Давід Келемен       |
| 42 | ПЗ   | Угорщина | Норберт Шельпаль    |
| 70 | ПЗ   | Угорщина | Бенке Дюр'ян        |
| 97 | ПЗ   | Угорщина | Шилард Кальман      |

## Стадіон

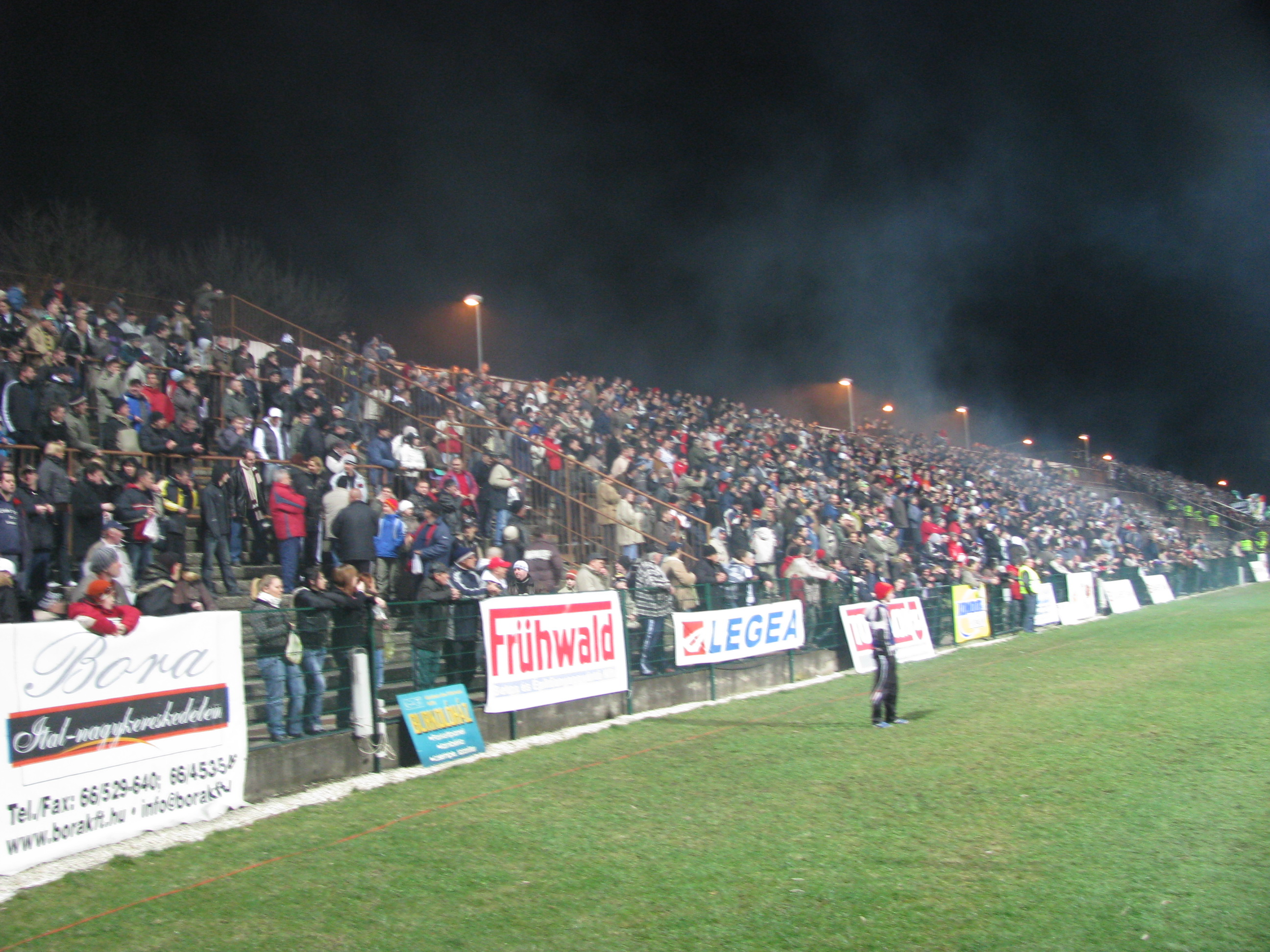
Стадіон «Коргаш уткаі»

Команда грає свої домашні поєдинки на стадіоні «Коргаш уткаі», який знаходиться у місті Бекешчаба, який було збудовано в 1974 році. Він вміщує 4963 уболівальника.

## Статистика виступів у національних змаганнях
| Національні | Національні | Національні | Національні | Національні | Національні | Національні | Національні | Національні | Національні | Національні | Національні | Національні  | Міжнародні       | Міжнародні | Тренер   |
| Ліга        | Ліга        | Ліга        | Ліга        | Ліга        | Ліга        | Ліга        | Ліга        | Ліга        | Ліга        | Кубок       | Кубок Ліги  | Супер- кубок | Міжнародні       | Міжнародні | Тренер   |
| Ном.        | Сезон       | Іг.         | В           | Н           | П           | ЗМ–ПМ       | Різ.        | Оч.         | Міс.        | Кубок       | Кубок Ліги  | Супер- кубок | Змагання         | Результат  | Тренер   |
| ----------- | ----------- | ----------- | ----------- | ----------- | ----------- | ----------- | ----------- | ----------- | ----------- | ----------- | ----------- | ------------ | ---------------- | ---------- | -------- |
| 1.          | 1974/75     | 28          | 6           | 9           | 13          | 24–33       | -9          | 21          | 14-те       |             |             |              | Не квалфікувався |            | Баболчай |
| 2.          | 1975/76     | 30          | 8           | 8           | 14          | 25–45       | -20         | 24          | 15-те       |             |             |              | Не квалфікувався |            |          |
| 3.          | 1976/77     | 30          | 9           | 10          | 15          | 40–57       | -17         | 28          | 13-те       |             |             |              | Не квалфікувався |            | Месей    |
| 4.          | 1977/78     | 34          | 12          | 7           | 15          | 43–57       | -14         | 31          | 10-те       |             |             |              | Не квалфікувався |            | Месей    |
| 5.          | 1978/79     | 34          | 11          | 9           | 14          | 49–52       | -3          | 31          | 12-те       |             |             |              | Не квалфікувався |            |          |
| 6.          | 1979/80     | 34          | 10          | 12          | 12          | 54–67       | -13         | 32          | 14-те       |             |             |              | Не квалфікувався |            |          |
| 7.          | 1980/81     | 34          | 13          | 10          | 11          | 51–48       | -3          | 36          | 9-те        |             |             |              | Не квалфікувався |            |          |
| 8.          | 1981–82     | 34          | 11          | 13          | 10          | 44–44       | 0           | 35          | 10-те       |             |             |              | Не квалфікувався |            |          |
| 9.          | 1982–83     | 30          | 5           | 7           | 18          | 41–75       | -34         | 17          | 16-те       |             |             |              | Не квалфікувався |            |          |
| 27.         | 2015/16     | 33          | 6           | 9           | 18          | 25–55       | -30         | 27          | 12-те       | КУ          |             |              | Не квалфікувався |            | Спісляк  |
| Σ           |             | 1243        | 507         | 310         | 426         | 1902–1796   | +106        | 1661        |             |             |             |              |                  |            |          |

Оновлено: 09.08.2015.

## Статистика виступів у єврокубків

### Кубок володарів кубків УЄФА
| Сезон   | Змагання               | Раунд            | Країна    | Клуб        | Вдома | На виїзді | Загалом |
| ------- | ---------------------- | ---------------- | --------- | ----------- | ----- | --------- | ------- |
| 1988/89 | Кубок володарів кубків | Попередній раунд | Норвегія  | Брюне       | 3–0   | 1–2       | 4–2     |
|         |                        | 1-ий раунд       | Туреччина | Сакарьяспор | 1–0   | 0–2       | 1–2     |

### Кубок Інтертото
| Сезон | Змагання        | Раунд             | Країна     | Клуб         | Вдома | На виїзді | Загалом |
| ----- | --------------- | ----------------- | ---------- | ------------ | ----- | --------- | ------- |
| 1995  | Кубок Інтертото | Група 4, 1-ша гра | Португалія | Уніау Лейрія | 2–2   |           |         |
|       |                 | Група 4, 2-га гра | Данія      | Нествед      |       | 3–3       |         |
|       |                 | Група 4, 3-тя гра | Уельс      | Тон Петре    | 4–0   |           |         |
|       |                 | Група 4, 4-та гра | Нідерланди | Геренвен     |       | 0–4       |         |

### Кубок УЄФА
| Сезон   | Змагання   | Раунд            | Змагання           | Клуб        | Вдома | На виїзді | Загалом |
| ------- | ---------- | ---------------- | ------------------ | ----------- | ----- | --------- | ------- |
| 1994/95 | Кубок УЄФА | Попередній раунд | Північна Македонія | Вардар      | 1–0   | 1–1       | 2–1     |
|         |            | 1-ий раунд       | Росія              | Текстильник | 1–0   | 1–6       | 2–6     |

## Відомі гравці
- Карой Палотаї
- Душан Шимич

## Відомі тренери
- Кальман Месей